# Nije ljubav stvar
Chansons représentant la Serbie au Concours Eurovision de la chanson
Čaroban
(2011) Ljubav je svuda
(2013)
Nije ljubav stvar (cyrillique : Није љубав ствар, en français : « L'amour n'est pas un objet ») est une chanson de l'artiste serbe Željko Joksimović.
C'est la chanson qui représente la Serbie au Concours Eurovision de la chanson 2012 à Bakou, en Azerbaïdjan. Elle est intégralement interprétée en serbe, langue nationale.
Elle a par la suite également été enregistrée en anglais : Synonym (« Synonyme »), en espagnol : Su amor me venció (« Ton amour m'a battu »), ainsi qu'en russe : Любовь не вещь (« L'amour n'est pas une chose »).

## Concours Eurovision de la chanson 2012

### Sélection
La chanson est présentée le 10 mars 2012 à la suite d'une sélection interne.

### À Bakou
Lors de la seconde demi-finale, le 24 mai 2012, Nije ljubav stvar est la 1re chanson interprétée sur les 18 chansons, précédant Crno i belo de la Macédoine. Elle s'est qualifiée pour la finale en terminant 2e parmi les dix chansons les mieux classées.
En finale, le 26 mai 2012, Nije ljubav stvar est la 24e à être interprété lors de la soirée après Waterline de l'Irlande et avant Be My Guest de l'Ukraine. À l'issue du scrutin, la chanson s'est classée 3e sur 26 avec 214 points,.

## Liste des pistes
| 1. | Nije ljubav stvar                                                           | 3:00 |
| 2. | Synonym (Version en anglais)                                                | 3:00 |
| 3. | Любовь не вещь (« Lyubov' ne veshch' ») (Version en russe)                  | 3:00 |
| 4. | Su amor me venció (Version en espagnol - en duo avec Samuel Cuenda Sanchez) | 3:00 |
| 5. | Nije ljubav stvar (Version symphonique)                                     |      |
| 6. | Nije ljubav stvar (Version instrumentale)                                   |      |
| 7. | Nije ljubav stvar (Version karaoké)                                         | 3:00 |